# 我的继父是偶像
《我的继父是偶像》（英語：My Step Father Is A Hero），2016年中国偶像剧。由林永健、胡杏儿、金巧巧、张铎、温玉娟、张雪迎领衔主演，南通三套于2016年12月15日首播，央视八套于2017年12月20日上星播出。

## 播出时间
| 频道                   | 所在地   | 播映日期       | 播出时间 | 备注 |
| ---------------------- | -------- | -------------- | -------- | ---- |
| 南通三套               | 中国大陆 | 2016年12月15日 |          |      |
| 徐州二套               | 中国大陆 | 2016年12月28日 |          |      |
| 连云港公共频道         | 中国大陆 | 2016年12月31日 |          |      |
| 苏州二套               | 中国大陆 | 2017年1月22日  |          |      |
| 泰州二套               | 中国大陆 | 2017年2月5日   |          |      |
| 南京教科频道           | 中国大陆 | 2017年5月19日  |          |      |
| 常州都市频道           | 中国大陆 | 2017年5月22日  |          |      |
| 央视八套               | 中国大陆 | 2017年12月20日 |          |      |
| 天津卫视               | 中国大陆 | 2018年4月10日  |          |      |
| 港台電視33             | 香港     | 2018年4月      |          |      |
| 河南卫视               | 中国大陆 | 2018年7月30日  |          |      |
| 中國中央電視台戲曲頻道 | 中国大陆 | 2019年8月9日   |          |      |

## 剧情简介
羅大佐（林永健扮演）是一個不惑之年情商非常低，智商非常高的IT技術員，因為他的交流能力低，在工作和愛情上都很不順心，一次羅大佐好不容易在相親網上認識了譚麗茗，兩個人很快就閃婚了，可沒想到在度蜜月的時候譚麗茗出了車禍去世，並且留下了兩個孩子，一個孩子處在叛逆期，而另外一個則是有自閉症，羅大佐身上的擔子頓時千斤重。為了照顧這兩個孩子，羅大佐身兼數職甚至當起了當初讓自己敗訴的律師任曉曼（胡杏兒扮演）父親的護工，在走過風風雨雨之後，他不但得到了兩個孩子的愛，也收穫了與任曉曼的愛情。

## 演员列表

### 主要演员
| 演員   | 角色   | 介紹 |
| 林永健 | 罗大佐 | 从事物流工作，也是韩玉萍物流公司的职员，年近不惑才遇到了真爱谭丽茗，虽然对方离异，还带着两个孩子，但两人还是组成了家庭，举办了婚礼，结婚之后领完结婚证回来的路上谭丽茗却出了车祸而死，他成了两个孩子的继父。罗大佐一方面悲痛着谭丽茗的去世，还得和两个孩子相处，学习做一个合格的父亲，然而谭丽茗的前夫康成却跑出来争夺谭丽茗的财产，还要抢孩子的抚养权，一时间罗大佐陷入了一场争夺战中。 |
| 胡杏儿 | 任晓曼 | 雙商高、學歷高、顏值高「三高」精英派女律師 白富美女律师，气质高冷有范儿，也是大龄剩女，她谭丽铭财产的委托律师，一开始误会罗大佐就是为了谭丽铭的遗产才与其结婚的，误会他是一个吃软饭的男人，非常看不上罗大佐，两人是死对头，然而在一来二去的打交道中发现罗大佐对谭丽铭是真有感情，逐渐被他身上的闪光点吸引。                                                                              |
| 金巧巧 | 韩玉萍 | 物流公司老板，也是罗大佐的老板，是一个非常强势有能力的女总裁，早年离婚，有一个儿子韩冬冬。韩玉萍干练又敢爱敢恨，对待工作一丝不苟，简直就是个工作狂，为人严肃，言辞犀利，给人一种刻板不苟言笑的感觉，但她也追求时尚，唯独对下属罗大佐印象不错，有着一丝温柔，外表坚强的她也有一个为爱执着的心，喜欢罗大佐，还上演了女追男的戏码。                                                         |
| 张铎   | 康成   | 谭丽铭前夫，也是康妮、康凯的亲生父亲，狂妄自大，一心为了事业而忽略了家庭，早年的时候和谭丽铭离婚，他也在商业争夺中触犯了法律入狱，等到出狱之后想要弥补过错，却发现谭丽铭已经重组了家庭，而且没过多久谭丽铭又去世了。这让康成决定争夺谭丽铭留下的遗产，还有两个孩子的抚养权，和罗大佐展开了一段纠葛战。                                                                                   |
| 温玉娟 | 罗妈妈 | 罗大佐的妈妈 |
| 张雪迎 | 康妮   | 谭丽铭和康成的女儿，也是康凯的姐姐，罗大佑的继女，高中生，因为从小生活在单亲家庭，性格叛逆任性，一心追求的就是极限运动，玩摇滚。母亲的去世让她内心有了很大感触，但她很是不待见生父康成，怨恨他没有尽到父亲的责任，脾气古怪，这让身为继父的罗大佐头疼不已。 |

### 其他演员
| 演員   | 角色   | 介紹 |
| 刘小小 | 苗欣   |      |
| 刘冠麟 | 裴剑锋 |      |
| 刘昱晗 | 韩冬冬 |      |
| 叶晟彤 | 康凯   |      |
| 牛莉   | 谭丽铭 |      |
| 白志迪 | 白晓龙 |      |
| 任娇   | 雷老师 |      |
| 黄梓骏 | 庄严   |      |

## 电视剧歌曲
| 曲序 | 曲目                         |                      | 作曲   | 演唱           |
| ---- | ---------------------------- | -------------------- | ------ | -------------- |
| 1.   | 《爸爸，你好》（片头曲）     | 焦东                 | 焦东   | 金莎           |
| 2.   | 《家是讲爱的地方》（片尾曲） | 赵井山、任静、付笛生 | 付笛生 | 任静、付笛生   |
| 3.   | 《同桌的你》（插曲）         | 高晓松               | 高晓松 | 老狼           |
| 4.   | 《喜歡你》（宣傳曲）         | 黃家駒               | 黃家駒 | 胡杏兒、林永健 |

## 收視率
| 中国 中央电视台电视剧频道 首播收视率 |                |             |             |             |           |           |           |      |
| 集數                                 | 播出日期       | CSM52城市网 | CSM52城市网 | CSM52城市网 | CSM全国网 | CSM全国网 | CSM全国网 | 備註 |
| 集數                                 | 播出日期       | 收視率      | 收視份額    | 排名        | 收視率    | 收視份額  | 排名      | 備註 |
| 1-3                                  | 2017年12月20日 | 0.983       | 3.772       | 2           | 1.34      | 5.33      | 1         |      |
| 4-6                                  | 2017年12月21日 | 0.952       | 3.647       | 4           | 1.41      | 5.62      | 1         |      |
| 7-9                                  | 2017年12月22日 | 0.948       | 3.421       | 4           | 1.52      | 5.79      | 1         |      |
| 10-12                                | 2017年12月23日 | 1.027       | 3.696       | 1           | 1.53      | 5.7       | 1         |      |
| 13-15                                | 2017年12月24日 | 1.081       | 3.985       | 2           | 1.63      | 6.43      | 1         |      |
| 16-18                                | 2017年12月25日 | 0.996       | 3.78        | 4           | 1.44      | 5.76      | 1         |      |
| 19-21                                | 2017年12月26日 | 1.093       | 4.135       | 4           | 1.66      | 6.55      | 1         |      |
| 22-24                                | 2017年12月27日 | 1.233       | 4.608       | 2           | 1.81      | 7.14      | 1         |      |
| 25-27                                | 2017年12月28日 | 1.117       | 4.128       | 4           | 1.68      | 6.56      | 1         |      |
| 28-30                                | 2017年12月29日 | 1.204       | 4.239       | 2           | 1.81      | 6.47      | 1         |      |
| 31-33                                | 2017年12月30日 | 1.093       | 3.753       | 3           | 1.71      | 6.05      | 1         |      |
| 34-36                                | 2017年12月31日 | 1.082       | 3.522       | 1           | 1.75      | 6         | 1         |      |
| 37-39                                | 2018年1月1日   | 1.38        | 4.49        | 2           | 1.93      | 6.32      | 1         |      |
| 40-44                                | 2018年1月2日   | 1.244       | 4.559       | 4           | 1.81      | 6.95      | 1         |      |
| 平均收視                             | 平均收視       | 1.095       | 1.268       | 不適用      | 0.523     | 1.97      | 不適用    |      |

1. 同时段或交叉时段主要节目：
  - CCTV-1：《天下粮田》
  - 湖南：
    - 金鹰独播剧场：《親愛的她們》／《我的青春遇見你》
    - 青春进行时：《极光之恋》

  - 東方、北京：
    - 黄金档：《風箏》
    - 周播档：《琅琊榜之风起长林》

  - 浙江：《花谢花飞花满天》
  - 江苏：《红蔷薇》
2. 数据由广视索福瑞提供，调查范围为四岁以上之观众。
3. 以上收视排名包括央视在内。
4. 资料来源：卫视这些事儿、TV未知数

## 獎項
| 年份 | 頒獎               | 獎項                            | 單位           | 結果 |
| 2016 | 2016年中美電影節   | 中國最佳電視劇女主角 (金天使視后) | 胡杏兒         | 獲獎 |
| 2016 | 2016年中美電影節   | 優秀中國電視劇                  | 我的繼父是偶像 | 獲獎 |
| 2018 | 2017年度脏烟灰缸奖 | 无烟电视剧奖                    | 我的繼父是偶像 | 獲獎 |